# Burg Tirsen
Die Burg Tirsen (lettisch Tirzas viduslaiku pils) ist die Ruine einer bischöflichen Vasallenburg des Erzbistums Riga, errichtet am linken Ufer der Tirse im livländischen Dorf Tirza (Ortschaft) im lettischen Bezirk Gulbene. Am 17. Januar 1559 fand in der Nähe der Burg die Schlacht bei Tirsen statt.

## Geschichte
Das Entstehungsjahr der Burg ist unbekannt. Auch ist sie in historischen Burgenlisten nicht genannt, vermutlich da sie damals schon eher als befestigter Hof denn als klassische Burg klassifiziert wurde. Tirsen selbst wird 1461 erstmals schriftlich erwähnt und befand sich im Besitz der Adelsfamilie Tiesenhausen.
Während des Livländischen Krieges fand am 17. Januar 1559 in der Nähe der Burg die Schlacht bei Tirsen statt. Hier trafen etwa 13.000 russische Invasoren auf zahlenmäßig weit unterlegene bischöfliche Aufgebote (genannt werden 3.600 Mann), wobei letztere vernichtend geschlagen wurden. 1577 wurde die Burg von Russland erobert, fiel jedoch nach dem Krieg an Polen-Litauen. Deren König Stephan Báthory bestätigte 1582 die Familien Tiesenhausen als rechtmäßigen Halter der Besitzungen um Tirsen.
Zu Beginn des Polnisch-Schwedischen Krieges 1601 nahmen schwedische Truppen die Burg ein; 1628 übertrug der schwedische König Gustav II. Adolf Tirsen an den Artilleriehauptmann Adam von Feilitz, dessen Frau Sophia von Tiesenhausen war. In den nachfolgenden Jahrhunderten wechselte die Burg dann mehrfach die Besitzer. Wann die Burg letztlich zerstört und nicht wieder aufgebaut wurde, ist unbekannt.
Im 18. Jahrhundert wurde dann auf einem Teil der Ruinen der Burg ein neues Herrenhaus errichtet.

## Beschreibung
Burg Tirsen war gemäß historischer Beschreibung eher als „befestigter Hof“ eingestuft, denn als klassische Burg. Dennoch zeigt das heute noch erhaltene Wassergraben-System einen nicht zu unterschätzenden Befestigungsgrad.
Das Hauptgebäude wurde auf einem kleinen Hügel mit den Abmessungen 50 × 57 m errichtet und war nach allen Seiten von einem etwa 15 m breiten und 2 – 4 m tiefen Wassergraben umgeben, der mit einem Teich verbunden war. Den Zugang zu dieser künstlichen Insel ermöglichte eine auf der Nordseite errichtete Steinbrücke. Zum Graben hin wurden Erdwälle und zumindest an der Nordost- und Südwest-Ecke kleine Erd-Bastionen angelegt. Reste von Burgmauern wurden bisher nicht gefunden. Möglicherweise wurde der Hof also erst mit dem Aufkommen von Kanonen durch die genannten Festungsbauten verstärkt, wobei auf das nachträgliche Errichten von steinernen Befestigungsmauern wegen mangelndem Kosten-Nutzen-Faktor verzichtet wurde.
Das Gelände ist mittlerweile mit dichter Vegetation (Bäume und Sträucher) überwuchert und das im 18. Jahrhundert errichtete Herrenhaus unbewohnt und baufällig.